# Dźwig okrężny
Dźwig okrężny, paternoster, winda paciorkowa – dźwig, który pracuje jak przenośnik kubełkowy: składa się z szeregu otwartych kabin (zwykle dwuosobowych) połączonych w łańcuch, poruszających się z niewielką prędkością (0,30–0,45 m/s) w zamkniętej pętli w ruchu ciągłym (bez zatrzymywania się), gdy jedna strona porusza się w kierunku do góry, to druga – do dołu.

## Zastosowanie
Dźwigi typu paternoster były popularne w pierwszej połowie XX wieku, kiedy mogły przewozić więcej pasażerów niż standardowe dźwigi. W kontynentalnej Europie były stosowane szczególnie w budynkach użyteczności publicznej.
Urządzenia takie znajdowały się np. w Gliwicach na terenie zakładów „Bumar-Łabędy”, w Zabrzu w budynku Urzędu Miejskiego, w Katowicach w tzw. „drapaczu chmur” oraz w budynku Dyrekcji Północnej DOKP w Gdańsku. Funkcjonują jeszcze:
- w budynku administracyjnym dawnych Zakładów Tkanin Technologicznych Eskord przy ul. Borowskiej w Iłowej (województwo lubuskie)[1];
- w gmachu Sejmu Śląskiego w Katowicach;
- w gmachu Urzędu Wojewódzkiego w Opolu;
- w budynku Komendy Wojewódzkiej Policji w Opolu;
- w modernistycznym budynku przy wrocławskim Rynku (Rynek 9/11)[2].

## Współczesność
W wielu krajach zabronione jest stosowanie takich urządzeń, ze względu na wypadkowość. Także ze względu na dostęp dla osób z niepełnosprawnością takie urządzenia wychodzą z użycia, chociaż w ocenie Urzędu Dozoru Technicznego są one bezpieczne. Eksploatuje się tylko stare urządzenia, których liczba maleje.
Nazwa paternoster (w języku łacińskim „Ojcze Nasz”) została zapożyczona poprzez analogię do sznura modlitewnego paternoster.